# Pony-play

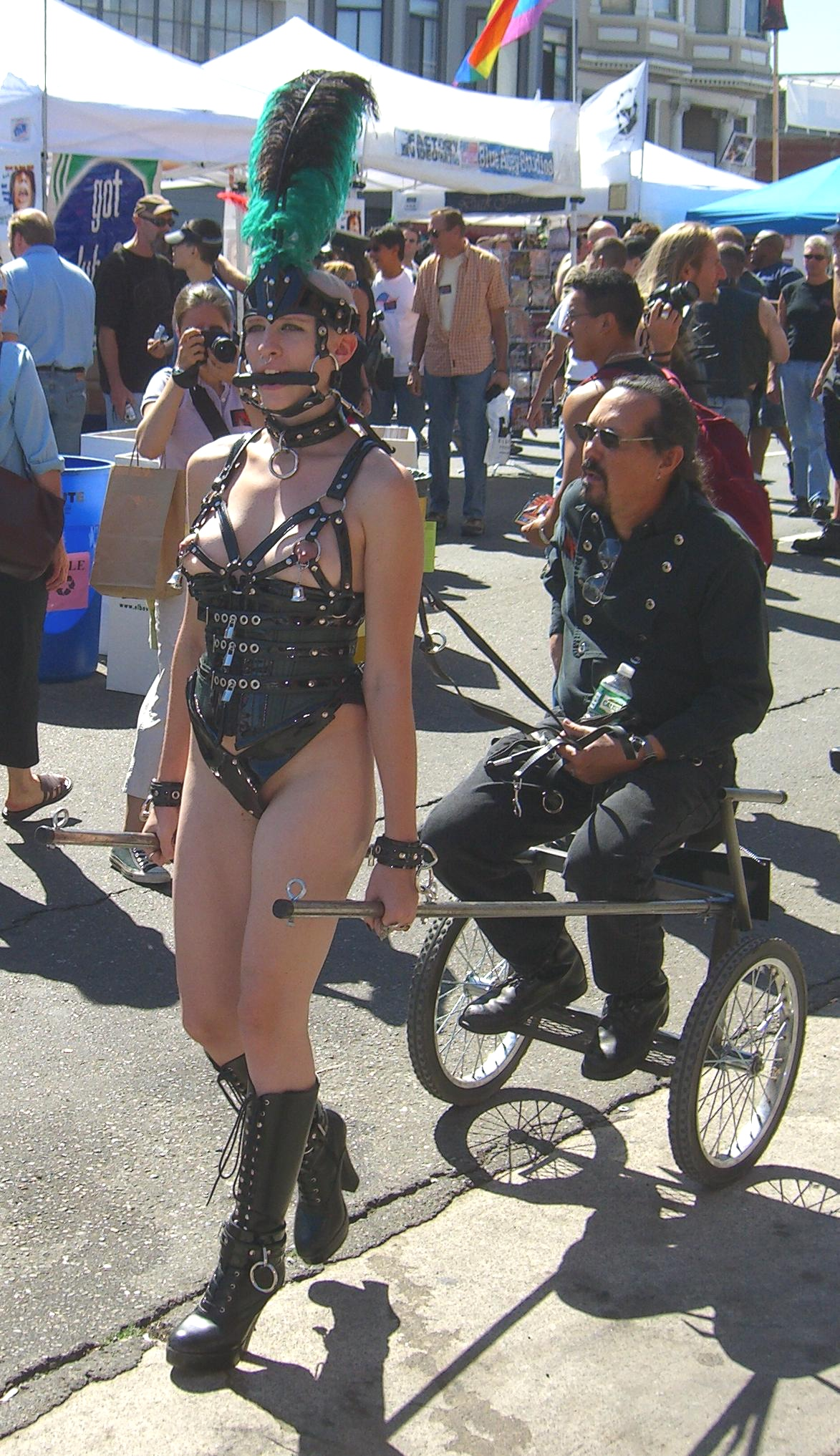
Pony-kart a San Francisco al Folsom Street Fair nel 2005.

Il pony-play è un gioco di ruolo sessuale molto in voga nell'ambito del bdsm in cui uno dei partecipanti, il sottomesso, il masochista o cosiddetto schiavo, assume il ruolo del cavallo (pony) e l'altro, il dominante, il sadico, quello del fantino - o dell'amazzone, se femminile (come solitamente avviene - il binomio etero è quello più diffuso, ma anche in ambito saffico, il binomio lesbico è molto in voga.
È solitamente praticato nell'ambito del BDSM e viene definito "la perversione di Aristotele", in riferimento alla leggenda che il filosofo avesse la predilezione ad essere montato come un cavallo. La persona che fa la parte del pony può essere di sesso maschile o femminile: nel primo caso viene chiamato pony-boy, nel secondo pony-girl.

## Ruoli

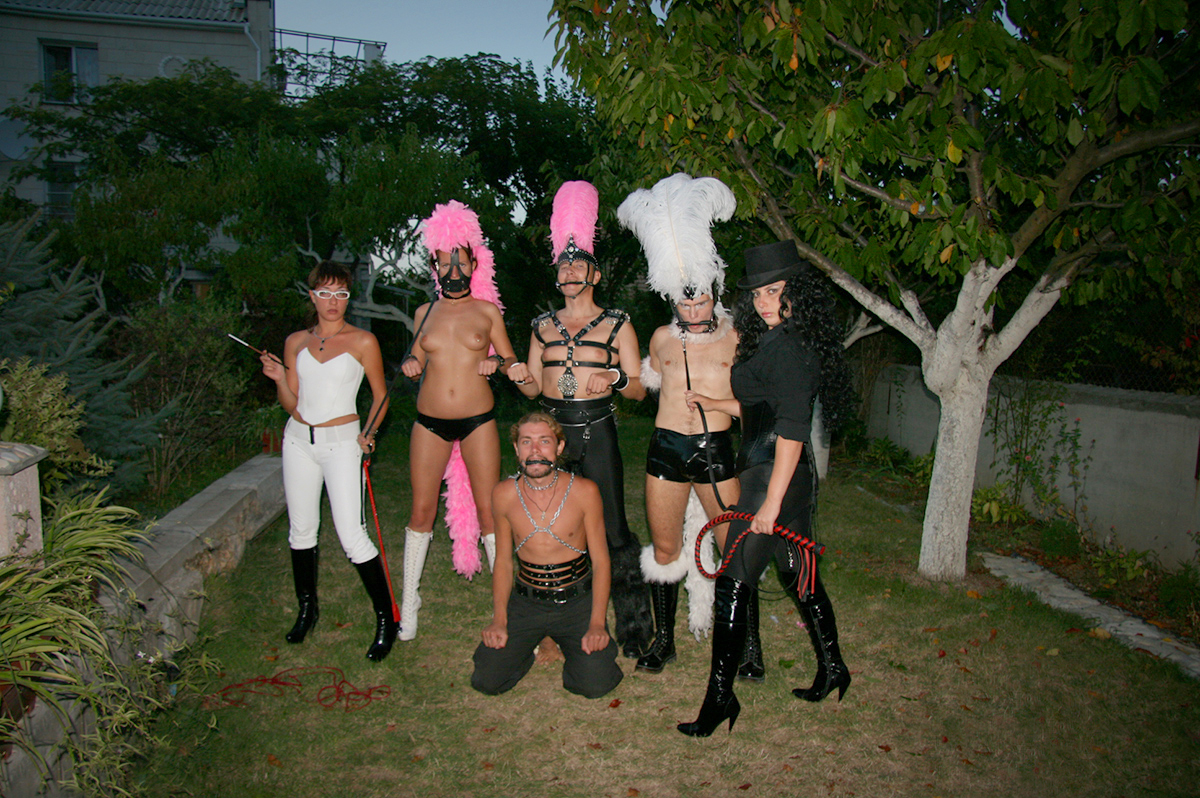
Pony-play durante un evento a tema

I praticanti si possono dividere in tre gruppi:
- Pony da calesse (Pony-kart in inglese) quando il sottomesso trascina un calessino su cui è seduto il padrone.
- Pony da sella, che vengono cavalcati dal fantino. In questo caso la persona cavalcata può stare in piedi (legged-pony), o a quattro zampe, (All four-pony); nella prima modalità, il cavaliere monta sulle spalle della cavalcatura, nella seconda sulla schiena. Questa a carponi è di gran lunga la più diffusa; ed anche la più ambita, sia dal soggetto sottomesso che dal partner dominante, dato che offre il massimo contatto fisico, in quanto il sesso del fantino riceve lo stimolo dalla schiena della cavalcatura.  A volte il cavaliere indossa stivali con tanto di speroni (inglesi, o, a seconda dell'esperienza dei "giocatori", nei casi più cruenti, speroni messicani, molto più grandi ed acuminati) e tiene in mano un frustino da equitazione; mentre il pony può essere bardato con una vera sella (adattata al fisico umano con bretelle o spalline), con tanto di staffe, e agghindato con le vere finiture: imprescindibili il morso con le briglie, ma i più estrosi indossano pennacchi e persino una finta coda: questa può essere appesa alle finiture che passano sui glutei, o, più spesso, sempre a seconda dell'esperienza,  viene introdotta direttamente nell'orifizio anale come simbolo di mortificazione ed umiliazione; che poi è la cosa a cui ogni masochista ambisce.
- Pony da esibizione, che esibiscono la loro capacità di dressage spesso indossando bardature o piume. Pony-dressage.

## Nella cultura di massa
Nell'ultimo ventennio ormai, il bdsm è andato via via diffondendosi, influenzando la moda, non tanto quella culturale, ma proprio la moda da indossare, sfilando sulle passerelle di tutte le più importanti rassegne del settore, influenzando il gusto e o stile con la sua forte timbrica fetish; quindi anche il pony-play, di conseguenza, è andato via via sdoganandosi, grazie all'opera di sconfessione, all'introduzione nell'ambito dello spettacolo: senza andare troppo in la nel tempo, da alcuni anni, il suo "portavoce" più famoso in assoluto è la showgirl e star indiscussa a livello planetario, Madonna che nei suoi tour recenti appare in scena in groppa ad uno dei suoi aitanti ballerini - imitata da tutte le ballerine del corpo di ballo. E proprio al pony-play era dedicato, o meglio, aveva come tema di fondo, il tour "the confession tour". d'altro canto, la celeberrima cantante attrice non h amai fatto mistero dei suoi gusti in tema di erotismo, da quando già nei primi anni '90, confessò le sue inclinazioni con il libro scandalo "Sex", una raccolta fotografica in cui la showgirl si mise letteralmente a nudo... ma pure con il film, criticato e chiacchierato anche quello, "A letto con Madonna" o l'altro, più sceneggiato, "Body of evidence" con il quotato attore Willem Dafoe.